# William Dallinger
William Henry Dallinger (ur. 1839, zm. 1909) – brytyjski przyrodnik i duchowny. Prowadząc badania na organizmach jednokomórkowych, ustalił, że mogą się one adaptować do małych zmian w środowisku. W tym celu przygotował inkubator z kolonią bakterii, które zdolne były do życia w temperaturze pokojowej. Następnie przez sześć lat stopniowo podnosił temperaturę do 70 °C, badając czy mikroorganizmy dostosują się do zmian środowiska.